# Mark Hapka
Mark Hapka es un actor estadounidense, más conocido por haber interpretado a Nathan Horton en la serie Days of Our Lives.

## Biografía
Es hijo de Robert Hapka y Debbie Villa, sus padres se divorciaron. Su madre se casó con Gary Villa y su padre con Amy Hapka.
Se graduó de la "Rome Free Academy".

## Carrera
En 2007 se unió al elenco principal de la primera temporada de los webisodios Ghost Whisperer: The Other Side, donde interpretó al espíritu Zach. La serie es un spin-off de la serie Ghost Whisperer. En 2009 apareció como invitado en la serie infantil Hannah Montana, donde interpretó a la celebridad Austin Rain. También apareció en la serie policíaca Cold Case, donde interpretó al joven Mark Callahan. Ese mismo año se unió al elenco principal de la exitosa serie Days of Our Lives, donde interpretó a Nathan Horton hasta 2011.
En 2013 dio vida al arquitecto Harrison en la película de thriller Deadly Revenge. En 2014 apareció como invitado en la popular serie Criminal Minds, donde dio vida al renombrado empresario Terry Pyke durante el episodio "The Road Home".

## Filmografía

### Series de televisión
| Año         | Título                          | Personaje                | Notas                            |
| ----------- | ------------------------------- | ------------------------ | -------------------------------- |
| 2014        | Criminal Minds                  | Terry Pyke               | episodio "The Road Home"         |
| 2009 - 2011 | Days of Our Lives               | Dr. Nathan Horton        | 604 episodios                    |
| 2009        | Cold Case                       | Mark Callahan (de joven) | episodio "Jackals"               |
| 2009        | Hannah Montana                  | Austin Rain              | episodio "Cheat It"              |
| 2008        | Greek                           | Jeff                     | episodio "A Tale of Two Parties" |
| 2007 - 2008 | Ghost Whisperer                 | Zach                     | 2 episodios                      |
| 2007 - 2008 | Ghost Whisperer: The Other Side | Zach                     | 16 episodios                     |

### Películas
| Año  | Título              | Personaje    | Notas                                                                                                |
| ---- | ------------------- | ------------ | --- |
| 2016 | Elephants           | Max          | junto a Melia Renee y Ally Marrone                                                                   |
| 2015 | 16 and Missing      | Gavin        | junto a Lizze Broadway, David Starzyk, Jay Pickett, Jason Sims-Prewitt, Greg Evigan y Stella Hudgens |
| 2014 | Searching for Katie | Mark David   | junto a Christie Burson, Eric Burson, Nik Isbelle, Jeff D'Agostino, Aaron Feldman y Isaac Harrison   |
| 2013 | Deadly Revenge      | Harrison     | junto a Alicia Ziegler, Donna Mills, Constance Wu, Patrick Muldoon, Brynn Thayer y Teni Panosian     |
| 2013 | Beyond the Mat      | Bo Sanders   | junto a John Wynn, Sara Fletcher, Kurt Angle, Kevin McCorkle y Teresa Michelle Lee                   |
| 2009 | Second Sight        | Matt         | corto - junto a Blake Armstrong, Don Flores, Andrea Helene y Judith Levine                           |
| 2009 | Midgets Vs. Mascots | Richard Bush | junto a Rick Howland, Akie Kotabe, Brittney Powell y Paul Rae                                        |

2017  la jugada  travis

### Documentales
| Año  | Título                                   | Personaje | Notas |
| ---- | ---------------------------------------- | --------- | ----- |
| 2017 | 3 Years in Pakistan: The Erik Aude Story | Erik Aude | -     |

### Narrador
| Año  | Título                                                          | Notas                 |
| ---- | --------------------------------------------------------------- | --------------------- |
| 2015 | Money Man: Frank Vanderlip and the Birth of the Federal Reserve | documental - narrador |

### Director y productor
| Año  | Título           | Notas                            |
| ---- | ---------------- | -------------------------------- |
| 2015 | Therapy Required | corto - director                 |
| 2013 | Beyond the Mat   | productor y supervisor de música |

### Apariciones
| Año         | Programa                  | Notas                                    |
| ----------- | ------------------------- | ---------------------------------------- |
| 2011        | ACME Hollywood Dream Role | episodio "Mark Hapka and Alison Haislip" |
| 2010 - 2011 | ACME Saturday Night       | 2 episodios                              |